# Challenger de Winnetka 2014
El Nielsen Pro Tennis Championships 2014 fue un torneo de tenis profesional jugado en canchas de pistas duras. Se disputó la 23.ª edición del torneo que formó parte del circuito ATP Challenger Tour 2014. Se llevó a cabo en Winnetka, Estados Unidos entre el 30 de junio y el 6 de julio de 2014.

## Jugadores participantes del cuadro de individuales

### Cabezas de serie
| País                      | Jugador           | Ranking1 | N.º |
| ------------------------- | ----------------- | -------- | --- |
| Bandera de Estados Unidos | Michael Russell   | 94       | 1   |
| Bandera de Estados Unidos | Tim Smyczek       | 106      | 2   |
| Bandera de Rusia          | Yevgueni Donskoi  | 114      | 3   |
| Bandera de Túnez          | Malek Jaziri      | 121      | 4   |
| Bandera de Australia      | Samuel Groth      | 124      | 5   |
| Bandera de la India       | Somdev Devvarman  | 125      | 6   |
| Bandera de Estados Unidos | Denis Kudla       | 136      | 7   |
| Bandera de Lituania       | Ričardas Berankis | 139      | 8   |

- 1 Se ha tomado en cuenta el ranking del 23 de junio de 2014.

### Otros participantes
Los siguientes jugadores recibieron una invitación (wild card), por lo tanto ingresan directamente al cuadro principal (WC):
- Marcos Giron
- Jared Hiltzik
- Evan King
- Raymond Sarmiento

Los siguientes jugadores ingresan al cuadro principal tras disputar el cuadro clasificatorio (Q):
- Dennis Nevolo
- Eric Quigley
- Ronnie Schneider
- Mackenzie McDonald

## Jugadores participantes en el cuadro de dobles

### Cabezas de serie
| País                      | Jugador            | País                      | Jugador            | Ranking1 | N.º |
| ------------------------- | ------------------ | ------------------------- | ------------------ | -------- | --- |
| Bandera de Tailandia      | Sanchai Ratiwatana | Bandera de Tailandia      | Sonchat Ratiwatana | 188      | 1   |
| Bandera de la India       | Somdev Devvarman   | Bandera de la India       | Sanam Singh        | 500      | 2   |
| Bandera de Túnez          | Malek Jaziri       | Bandera de Ucrania        | Illya Marchenko    | 556      | 3   |
| Bandera de Estados Unidos | Jarmere Jenkins    | Bandera de Estados Unidos | Mitchell Krueger   | 583      | 4   |

- 1 Se ha tomado en cuenta el ranking del 23 de junio de 2014.

## Campeones

### Individual Masculino
- Denis Kudla derrotó en la final a  Farrukh Dustov por 6-2, 6-2.

### Dobles Masculino
- Thanasi Kokkinakis /  Denis Kudla derrotaron en la final a  Evan King /  Raymond Sarmiento por 6-2, 7-64.